# José Antonio Páez (García de Hevia)
Pour les articles homonymes, voir Páez.
José Antonio Páez est l'une des trois paroisses civiles de la municipalité de García de Hevia dans l'État de Táchira au Venezuela. Sa capitale est Orope.